# Фінал Кубка націй ОФК 1996
Фінал Кубка націй ОФК 1996 року визначав переможця турніру і вперше складався з двох матчів, які проводились на домашніх стадіонах обох збірних. Збірна Австралії виграла фінал з загальним рахунком 11-0 у збірної Таїті і вдруге поспіль стала переможцями Кубка націй ОФК. Перемога дозволила австралійцям представляти федерацію на Кубку конфедерацій 1997 року, ставши першою збірною від ОФК на цьому турнірі.

## Матч
| 27 жовтня 1996 |

| Таїті | 0–6 | Австралія                                                         |
| ----- | --- | ----------------------------------------------------------------- |
|       |     | Ерні Тапай 5' Пол Трімболі 20' Кріс Траяновскі 25', 28', 44', 89' |

| «Олімпійський стадіон», Папеете Глядачів: 5,000 Арбітр: Баррі Таскер () |

| 1 листопада 1996 |

| Австралія                                                               | 5–0 | Таїті |
| ----------------------------------------------------------------------- | --- | ----- |
| Роббі Гукер 11' Кріс Траяновскі 21', 36', 54' Рупена Рауматі 31' (а.г.) |     |       |

| «Брюс Стедіум», Канберра Глядачів: 9,421 Арбітр: Інтаз Шах () |